# Jennifer Sidey
Jennifer "Jenni" Sidey-Gibbons, née le 3 août 1988 à Calgary au Canada, est une ingénieure en mécanique, chercheuse en combustion et astronaute de l'Agence spatiale canadienne, retenue en 2017 pour former le quatrième groupe d'astronautes canadiens.

## Biographie

### Études
Jennifer "Jenni" Sidey est née à Calgary dans la province de l'Alberta, au Canada. En 2011, elle obtient un baccalauréat en génie mécanique avec spécialisation de l'Université McGill à Montréal, au Québec. Pendant ses études au baccalauréat, elle fait des recherches sur la propagation des flammes en microgravité en collaboration avec l'Agence spatiale canadienne et le laboratoire du Centre national de recherche du Canada. Elle déménage ensuite au Royaume-Uni et obtient en 2015 un doctorat en génie de l'université de Cambridge. Ses principaux travaux de recherche portent sur l'histoire du feu et son rôle dans le développement de l'espèce humaine.

### Carrière
Jennifer Sidey est chargée de cours en moteurs à combustion interne au département de génie de l'université de Cambridge. Ses recherches portent sur les flammes et sur la façon de les empêcher d'émettre des polluants nocifs.
Jennifer Sidey enseigne à des étudiants de premier cycle et des cycles supérieurs, dans la division Énergie, mécanique des fluides et turbomachines, sur divers sujets comme la production d'énergie conventionnelle ou la physique des flammes.
Elle agit également comme modèle pour les jeunes femmes envisageant une carrière scientifique ou technique. Elle est la cofondatrice de la section de Cambridge de Robogals, une organisation internationale dirigée par des étudiants et étudiantes qui veulent inciter les jeunes femmes à étudier les sciences, la technologie, l'ingénierie et les mathématiques à travers des activités amusantes et éducatives. Elle a ainsi contribué à enseigner la programmation à plus de 3000 jeunes filles au Royaume-Uni.

## Astronaute

### Sélection
Jennifer Sidey est l'une des deux recrues, avec Joshua Kutryk, sélectionnées le 1er juillet 2017 par l'Agence spatiale canadienne à la suite de la quatrième campagne de recrutements d'astronautes canadiens (CSA Group 4).
Jennifer et la seconde recrue de l'Agence spatiale canadienne, Joshua Kutryk, entament en 2017 la formation d'astronaute à Houston, au Texas, au Centre spatial Johnson, offerte par la NASA. D'une durée de deux ans, la formation comprend des séances d'information scientifique et technique, de la robotique, une formation au pilotage, l'apprentissage du russe, des simulations d'activités extravéhiculaires, du conditionnement physique, une formation sur les systèmes de la Station spatiale internationale et des entraînements de survies en mer et dans la nature. Elle obtient son diplôme le 10 janvier 2020.
En novembre 2023, elle devient membre de l'équipage de relève pour la mission Artemis II,
.

## Distinctions personnelles
Jennifer Sidey a reçu en 2016 le Prix de la jeune ingénieure de l'année (en) de l'Institution of Engineering and Technology (en), ainsi que le Prix du jeune ingénieur de l'année de l'Académie royale d'ingénierie.
L'astéroïde (10704) Sidey a été nommé en son honneur.